# 글리치 합

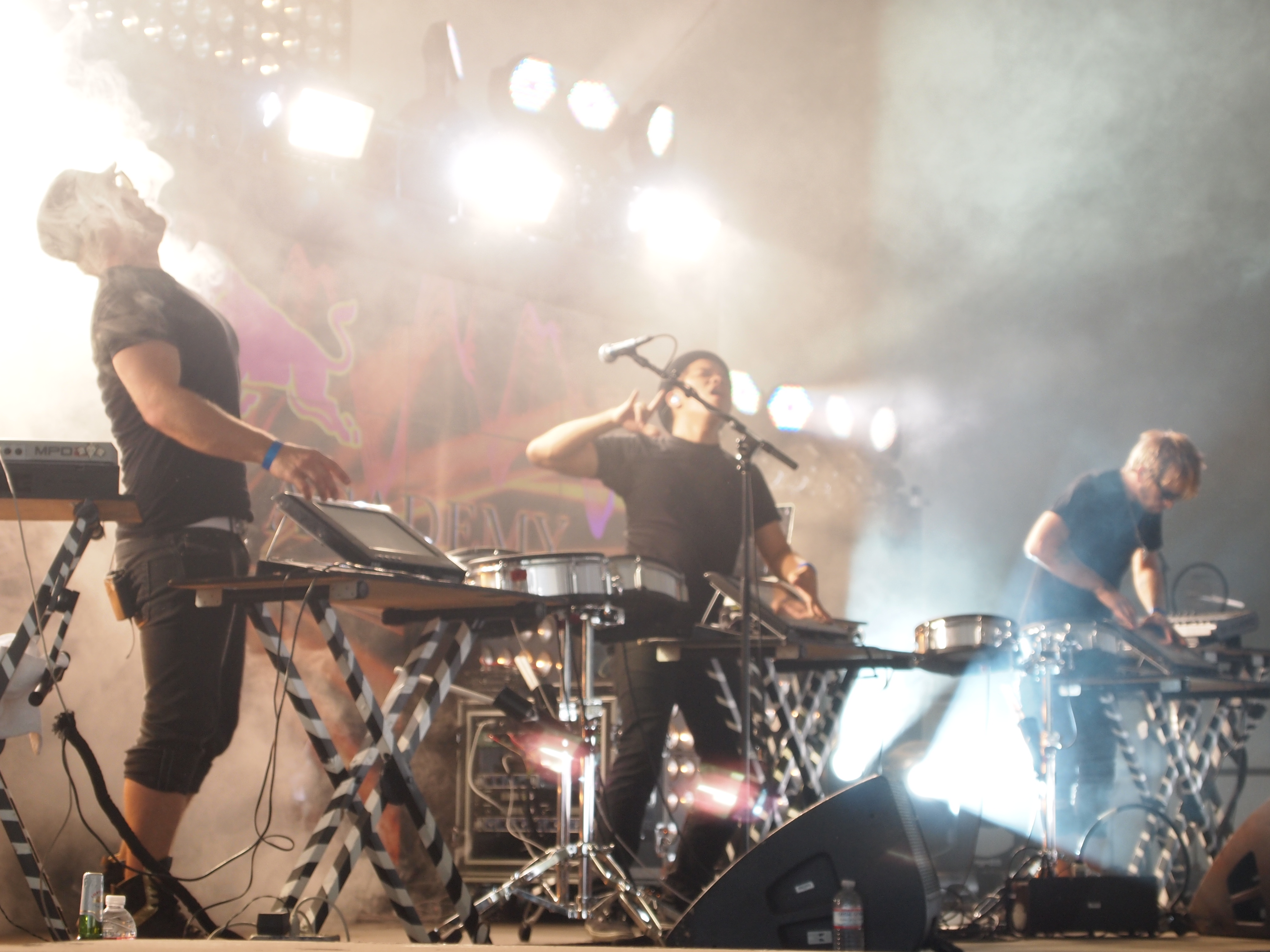

글리치 합(영어: Glitch hop)은 글리치 음악의 하위 장르이다. 장르는 전형적으로 글리치 음악과 같은 미학을 구현하지만 더 어반하게 접근한다. 2001년 이 장르는 Merck Records, Warp Records, Ghostly international같은 레이블 덕분에 인기를 얻었다. 유명한 글리치 합 아티스트 중에는 Machinedrum, Dabrye, Prefuse 73, edit, Jimmy Edgar, Lackluster, and Proswell가 있다. 2000년대 말 글리치 합은 컨텐츠 창조에서 극적인 감소를 경험했고 다른 장르로 분화해가기 시작했다. 그동안 덥스텝은 미국에서 가장 우세한 장르였고 따라서 많은 글리치 합 프로듀서들은 글리치 음악의 요소(말더듬이, 비트 반복, 피치 뒤집기, 소음)들을 결합하면서 덥스텝의 미학을 따른 새로운 일렉트로닉 음악의 스타일을 만들기 시작했다. 이 새로운 음악의 장르 이름을 다시 짓는 대신 아티스트들은 글리치 합의 이름을 바꾸지 않았다. 오늘날의 글리치 합 아티스트들은 항상 힙합이나 글리치 같은 사운드를 사용하지 않은 새로운 음악 스타일을 글리치 합이라고 부르는 것에 대해 비판 받는다. 골수 글리치 합 팬들에게 비판을 받아도 많은 글리치 합 아티스트들은 많은 인기를 끌고 있다. 인기있는 오늘날 글리치 합 아티스트는 David Tipper, The Glitch Mob, KOAN Sound, 페그보드 너즈, Pretty Lights, GRiZ, TheFatRat,JPEGMafia, Jersus, Wolfsonbience, and Hefe Heetroc가 있다.